# Trakehnerblut
Trakehnerblut ist eine österreichische TV-Serie. Die weibliche Hauptrolle der Alexandra Winkler wird von Julia Franz Richter verkörpert. Autorin der Serie ist Ostwind-Autorin Lea Schmidbauer, Regie führten Andreas Herzog und Christopher Schier. Die Serie wurde vom Privatsender ServusTV in Auftrag gegeben. Sie wurde von der Münchner Produktionsfirma SamFilm produziert und war nur auf der verschlüsselten österreichischen Version des Senders ServusTV zu sehen, nicht jedoch auf der deutschen. In Deutschland strahlte Das Erste die Serie Anfang 2018 unter dem Titel Gestüt Hochstetten aus, wobei eine neu zusammengeschnittene Version mit vier je 90-minütigen Episoden gesendet wurde.

## Handlung

### Staffel 1
Die 23-jährige Alexandra Winkler lebt alleine in Wien und arbeitet in einer Großbäckerei. Eines Tages erfährt sie, dass sie Alleinerbin des Trakehner-Gestüts Hochstetten ist, das Karl Hochstetten gehörte und der ihr nichtehelicher Vater war. Da Alexandra bei Pflegeeltern aufwuchs, glaubte sie lange, ihre leiblichen Eltern seien verstorben. Völlig unerwartet hat sie damit nun auch eine Familie, bestehend aus ihren Halbgeschwistern Maximilian, Leander und Silvia Hochstetten und ihrer Stiefmutter Marie Hochstetten, welche mit dem Erbe anderes vor hatten und weder von dem Testament noch von der nichtehelichen Tochter wussten.
Während Alexandra einerseits eine starke Sehnsucht nach Familie in sich verspürt, muss sie lernen, sich gegen die Feindseligkeiten ihres machtbesessenen Halbbruders Maximilian und dessen Geliebte Margarethe „Maggie“ Loss zur Wehr zu setzen. Gleichzeitig kommt nach und nach ein düsteres Familiengeheimnis ans Tageslicht. Unterstützung findet sie in der Freundschaft zu dem Warmbluthengst „Dezember“, durch ihre Freundin Paula Novak, sowie durch ihren Reitlehrer Raphael Horvath, dessen Familie ein Teil des Hochstetten-Anwesens gepachtet hat, was Maximilian ebenfalls ein Dorn im Auge ist.

## Besetzung

### Hauptrollen
| Rollenname               | Schauspieler        | Rolle                                                                |
| ------------------------ | ------------------- | -------------------------------------------------------------------- |
| Alexandra Winkler        | Julia Franz Richter | Protagonistin, Alleinerbin von Gestüt Hochstetten                    |
| Maximilian Hochstetten   | Christoph Luser     | Antagonist, Alexandras älterer Halbbruder                            |
| Leander Hochstetten      | Laurence Rupp       | Lebemann, Alexandras jüngerer Halbbruder                             |
| Silvia Hochstetten       | Patricia Aulitzky   | Künstlerin (unter dem Namen „Silvia Leto“), Alexandras Halbschwester |
| Marie Hochstetten        | Michou Friesz       | Mutter von Maximilian, Leander und Silvia                            |
| Raphael Horvath          | Aaron Karl          | Angestellter auf Gestüt Hochstetten, One-Night-Stand von Alexandra   |
| Margarethe „Maggie“ Loss | Jeanette Hain       | Lebensgefährtin von Maximilian                                       |
| Paula Novak              | Mariam Hage         | Beste Freundin von Alexandra                                         |
| Hans Svoboda             | Oliver Karbus       | Rechtsanwalt und Notar                                               |
| Stephan Holzleitner      | Andreas Kiendl      | Bürgermeister und guter Freund von Maximilian                        |
| László Turin             | Stipe Erceg         | ungarischer Sportmanager                                             |

### Nebenrollen
| Rollenname           | Schauspieler         | Rolle                                               |
| -------------------- | -------------------- | --------------------------------------------------- |
| Maja                 | Heidi Berger         | Freundin von Leander                                |
| Anton Moser          | Martin Leutgeb       | Handlanger von Maximilian                           |
| Nicki Stuber         | Elisabeth Kanettis   |                                                     |
| Gunni                | Sonja Zobel          |                                                     |
| Karl Hochstetten †   | Michael Menzel       | Vater von Alexandra, Maximilian, Leander und Silvia |
| Romano Horvath       | Johann Nikolussi     | Vater von Raphael                                   |
| Anita Holzleitner    | Susanne Gschwendtner | Stephans Ehefrau                                    |
| Tilda Holzleitner    | Zita Gaier           | Tochter von Stephan und Anita                       |
| Helena Bodin †       | Valerie Huber        | Alexandras Mutter, starb bei deren Geburt           |
| Anna Kammerhofer     | Brigitte Kren        | Hausdame der Hochstettens                           |
| Melanie Krakauer     | Birgit Stauber       |                                                     |
| Schwester Elfi       | Angelika Strahser    |                                                     |
| Bankdirektor Hawelka | Harald Posch         |                                                     |
| Edith Hawelka        | Silvia Wohlmuth      | Hawelkas Ehefrau                                    |
| Polizist Brehm       | Michael Edlinger     |                                                     |
| Polizist Halmer      | Franz Weichenberger  |                                                     |
| Dario                | Maciej Salomon       | Arbeiter auf Gestüt Hochstetten                     |
| Irmgard Winkler      | Birgit Linauer       | Alexandras Pflegemutter                             |
| Sven Bodin           | Henrik Norman        | Alexandras Onkel                                    |
| Heinz                | Walter Sachers       |                                                     |
| Julio                | Elvis Alieva         |                                                     |
| Quirin Kargl         | Josef Ellers         | Bankangestellter                                    |

## Produktion
Gedreht wurde die Serie im Mai 2017 in Wien, Altlengbach (Ortsteil Manzing) und Lanzendorf (Niederösterreich) auf dem Reiterhof Gut Fabricius. Sie ist damit nach Eine Couch für alle die zweite österreichische Fernsehserie, die von einem Privatsender produziert wurde.
Geplant waren acht wöchentlich ausgestrahlte Folgen in einer Staffel. Die Erstausstrahlung erfolgte ab 2. November 2017 um 20.15 Uhr im österreichischen ServusTV. Das Finale wurde am 14. Dezember 2017 in Form einer Doppelfolge gesendet. In Deutschland wurde ab dem 20. Januar 2018 um 20.15 Uhr im Sender Das Erste wöchentlich je eine von vier Doppelfolgen ausgestrahlt.

## Episodenliste
| Folge | Originaltitel            | Erstausstrahlung (A) (ServusTV) | Zuseherzahl (A) | Deutscher Titel | Erstausstrahlung (D) (ARD) | Zuschauerzahl (D) |
| ----- | ------------------------ | ------------------------------- | --------------- | --------------- | -------------------------- | ----------------- |
| 01    | Das Testament            | 02. Nov. 2017                   | 169.000         | Das Testament   | 20. Jan. 2018              | 4,71 Mio.         |
| 02    | Dezember                 | 09. Nov. 2017                   | 130.000         | Das Testament   | 20. Jan. 2018              | 4,71 Mio.         |
| 03    | Ein neuer Tag            | 16. Nov. 2017                   | 110.000         | Das Komplott    | 27. Jan. 2018              | 3,91 Mio.         |
| 04    | Das Fest                 | 23. Nov. 2017                   | 111.000         | Das Komplott    | 27. Jan. 2018              | 3,91 Mio.         |
| 05    | Helena                   | 30. Nov. 2017                   | 108.000         | Die Enthüllung  | 03. Feb. 2018              | 3,64 Mio.         |
| 06    | Das Haus am See          | 07. Dez. 2017                   | 075.000         | Die Enthüllung  | 03. Feb. 2018              | 3,64 Mio.         |
| 07    | Das Vermächtnis – Teil 1 | 14. Dez. 2017                   | 104.000         | Das Vermächtnis | 10. Feb. 2018              | 4,07 Mio.         |
| 08    | Das Vermächtnis – Teil 2 | 14. Dez. 2017                   | 118.000         | Das Vermächtnis | 10. Feb. 2018              | 4,07 Mio.         |

## Rezeption
Heike Hupertz von der Frankfurter Allgemeinen Zeitung fällt ein negatives Urteil über die Serie. Sie ist ihrer Auffassung nach „eine Attacke auf das Urteilsvermögen“ und ein „Trauerkitschmärchen“. Weiterhin meint sie, starke Parallelen zur Ostwind-Reihe zu erkennen: „Für die achtteilige Serie ‚Trakehnerblut‘ tat sich ServusTV mit Samfilm und diese mit Lea Schmidbauer zusammen. Außenseiterpferd Ostwind wurde zu Außenseiterpferd Dezember, aus Mika wurde die Waise Alex, Schmidbauer gab eine Dosis ,Guldenburgs‘ und ‚Dallas‘ ans Drehbuch, etwas ‚Plötzlich Prinzessin‘, ein gerüttelt Maß ‚Aschenputtel‘, eine Prise ‚Schloss am Wörthersee‘ und viel erbarmungswürdige Schufterei in Nostalgiefarben. Was fehlte noch? Ein prächtiger Herrensitz, Jeanette Hain in der Rolle der kaltherzigen Familienzerstörerin, die gestörten Halbgeschwister der Hauptfigur Alex, eine böse Stiefmutter, ein gutherziger Roma oder Sinti, hier beharrlich ‚Zigeuner‘ genannt, dessen Herz für Pferde, Alex und die Topinamburzucht schlägt, eine beste Freundin, geschäftemachende Scheichs, eine krautfleckerlproduzierende Gutsköchin, ein treuer Gutsverwalter und ein Dealmaker, den nur Stipe Erceg spielen kann. Das verspricht beste Unterhaltung – einwandfrei für Sechs- bis Zwölfjährige.“ Ihrer Meinung nach habe „die ARD […] sich im Programm geirrt, die Serie liefe besser im Kinderkanal.“
Der österreichische Blog Bruttofilmlandsprodukt bewertet die Serie überwiegend positiv:

„‚Trakehnerblut‘ ist eine Serie mit hoher narrativer Komplexität. Ambivalente Figuren, diverse Charakterbögen, viele Episoden-übergreifende Handlungsbögen und nicht zuletzt der Verzicht eines ‚Falls der Woche‘ sprechen eine deutliche Sprache: ‚Trakehnerblut‘ hat den Anspruch, eine Qualitätsserie zu sein, wie es umgangssprachlich so schön heißt. Die Serie fordert dem Publikum ganz schön viel ab – eine Folge verpassen ist nicht drin, und oftmals sind es kleine Details einer Folge, die in der nächsten eine größere Bedeutung finden. Kein Wunder also, dass die Quoten sinken – spät in die Serie einsteigen gestaltet sich schwierig. […] Gleichzeitig muss die Serie aber aufpassen, dass sie es mit der narrativen Komplexität nicht übertreibt, vor allem was die Verwebung der Handlungsstränge über die vielen Folgen hinweg anbelangt. […] Die episodische Struktur von ‚Trakehnerblut‘ definiert sich mehr durch ihre Cliffhanger und Laufzeit denn durch das Setzen von Anfang, Mitte und Ende solcher kleinerer Geschichten […]“

## Auszeichnungen und Nominierungen
- Romyverleihung 2018 – Nominierung in der Kategorie Bester Nachwuchs weiblich (Julia Franz Richter)[18]